# Славољуб Слава Ковић
Славољуб Слава Ковић (Богатић, 21. август 1924 — Шабац, 10. јануар 1942), учесник Народноослободилачке борбе.

## Биографија
Рођен је 21. августа 1924. године у Богатићу. Потицао је из сиромашне породице. Када је имао свега три године, умро му је отац, што је додатно погоршало његово тешко детињство. Услед веома тешких услова живота, био је неухрањен, па је у основну школу пошао са закашњењем од две године. Након завршетка основне школе, непосредно пред почетак Другог светског рата, почео је да изучава кројачки занат.
У лето 1941. године, након ослобођења Богатића, Слава се прикључио партизанима. Ступио је у сеоску чету, која је касније ушла у састав Мачванског партизанског одреда. Пошто је био превише млад за борца, био је курир и стражар, а у партизанским радионицама је израђивао бомбе, поправљао наоружање и шио одела.
Након Прве непријатељске офанзиве, децембра 1941. године Немци су Славу заробили у селу Милини, на Церу. Потом је са осталим заробљеним партизанима одведен у логор Забран, код Шапца. У логору је током саслушавања био страховито мучен, али је упркос томе одбио да ода било које од имена партизанских сарадника. Иако је био ситне грађе, подносио је мучења и поносно говорио да се борио против Немаца.
Када су Славина мајка Милица и сестра Олга сазнале да је заробљен и да се налази у логору у Шапцу, покушале су да га ослободе уз помоћ једног фолксдојчера. Пошто су преко пријатеља сазнале да фолксдојчер из Шапца за новац ослобађа заробљенике из логора, отишле су код њега са нешто новца. Он их је примио, али им је рекао да Славу не може да ослободи, јер је он одређен за стрељање пошто иследницима стално пркоси и псује их.
У мучењу малог Славе, посебно су се истицали локални љотићевци, из Деветог добровољачког одреда, који су му у чело ножем урезали звезду петокраку. Стрељан је 10. јануара 1942. године у Шапцу, заједно са групом заробљеника.
Након завршетка рата, прича о Слави Ковићу је пала у заборав. Његова фотографија са урезаном петокраком на челу, начињена непосредно пред стрељање, пронађена је у архиви логора Забран и потом је била изложена у Музеју пионира и омладине у оквиру Меморијалног комплекса „Бошко Буха” и привлачила је велику пажњу посетилаца. Крајем 1970-их година откривен је његов идентитет и медији су писали о пркосном дечаку. Почетком 1980-их година Општински одбор СУБНОР-а из Богатића је предлагао Славу Ковића за народног хероја. Потом је била покренута иницијатива да му се подигне спомен-биста у оквиру Меморијалног комплекса „Бошко Буха”, на Јабуци, код Пријепоља, што је и учињено септембра 1983. године, када је испред зграде спомен-дома постављена његова спомен-биста, рад вајарке Дринке Радовановић.
Славина биста је постављена у непосредној близини бисте народног хероја Бошка Бухе, пошто су они у лето 1941. године били саборци у Мачванском партизанском одреду.
Име Славе Ковића данас носи једна улица и Предшколска установа у Богатићу. Испред зграде Предшколске установе му је подигнута спомен-биста.
Песник Љубивоје Ршумовић, инспирисан Славином животном причом, написао је „Поему о ћутању”.